# Будяковский, Андрей Евгеньевич
Андрей Евгеньевич Будяковский (1905—1941) — советский музыковед и педагог.

## Биография
Андрей Будяковский родился 2 (15) октября 1905 года в Санкт-Петербурге. Его отец, Евгений Болеславович Будяковский, происходил из обедневшего польского дворянского рода. Мать, Анна Ивановна Иванова, была племянницей книгоиздателя Петра Петровича Сойкина. В 1924 году Андрей Будяковский поступил на факультет истории музыки Государственного института истории искусств. Во время учёбы написал ряд работ: «О современных течениях в русской музыке», «О психологии творчества Вагнера», «Дебюсси и русская музыка», «„Руслан и Людмила“ Глинки в освещении русской критики», «Прелюдии Шопена», «Принципы использования музыкального наследия в условиях советской музыкальной культуры» и другие. В 1929 году он окончил Музыкальное отделение Высших государственных курсов искусствоведения при Государственном институте истории искусств и поступил в аспирантуру. Научный руководитель Б. В. Асафьев так отзывался о нём:
А. Е. Будяковский известен мне как энергичный, дельно работающий исследователь в области формы и стиля, причём, при достаточно основательной эрудиции и знании музыкальной литературы, он умеет соединить оценку произведения в исторической перспективе со строго рациональным обоснованием природы и стилистических особенностей произведения. Добавлю ещё, что при своих несомненных организаторских способностях, Будяковский всегда стоит в кругу самых живых проблем и заданий музыкальной действительности.
С 1929 года Будяковский работал лектором в Ленинградской филармонии. Сотрудничал в журналах «Жизнь искусства», «Рабочий и театр», «Советская музыка», «Советское искусство», в газетах «Музыка», «Смена», «Ленинградская правда», «Известия» и других периодических изданиях. В 1931 году окончил аспирантуру. В 1931—1937 годах — старший научный сотрудник Академии искусствознания, учёный секретарь музыкального отдела. С 1934 по 1939 год преподаватель на кафедре истории музыки Ленинградской консерватории (с 1935 года доцент). Помимо этого, Будяковский преподавал в Коммунистическом институте им. Крупской и в Музыкальном училище.
Как лектор Концертного бюро Ленинградской филармонии, Будяковский ездил по стране с филармоническим оркестром. Прочёл более 1000 лекций и вступительных слов о русской, советской и западноевропейской музыке, некоторые из которых транслировались по радио. В 1934 году стал членом Союза композиторов СССР (в 1936—1937 годах — председатель секции теории и критики). Занимался исследованием творчества П. И. Чайковского.
После начала Великой Отечественной войны остался в блокадном Ленинграде. Принимал участие в концертах Ленинградской филармонии. Простудился во время дежурства на крыше филармонии и скончался 25 декабря 1941 года от пневмонии.

## Семья
- Жена — Татьяна Васильевна Будяковская[2].
- Дочь — Елена Андреевна Будяковская[2].

## Сочинения
- П. И. Чайковский. Симфоническая музыка. Л., 1935;
- Чайковский. Краткий очерк жизни и творчества. Л., 1935, 2 испр. и доп. изд. 1936, 3 изд. 1938;
- Симфонические поэмы Чайковского. Л., 1935;
- Шестая симфония Чайковского. Л., 1935;
- «Пиковая дама». Опера. Музыка П. И. Чайковского. Л., 1937;
- Классики западноевропейской музыки. Л., 1939;
- Заслуженный коллектив республики симфонический оркестр Ленинградской государственной филармонии. Л., 1940.
- Ференц Лист. Пианист. Педагог. СПб.: Композитор, 2012;
- О творчестве и музыкально-эстетических воззрениях П. И. Чайковского. СПб.: КультИнформПресс, 2008;
- Жизнь Петра Ильича Чайковского. СПб.: КультИнформПресс, 2003.